# Nimbus Dam
Nimbus Dam je vodní nádrž nacházející se ve městě Folsom, asi 20 km severovýchodně od hlavního města Sacramento v severní Kalifornii ve Spojených státech. Její přítok zajišťuje řeka American. Hráz zadržuje přibližně 10 700 000 m3 vody, čímž vytváří jezero Natoma.
Dílo je součástí projektu Central Valley, který měl zajistit protipovodňovou ochranu Sacramenta, výrobu elektřiny a kontrolovat zásobování vodou. Nimbus byla navržena v roce 1949 jako regulační nádrž pro přehradu Folsom, která leží několik kilometrů proti proudu řeky American. Její výstavba započala v roce 1952 a dokončena byla v roce 1955. Výška hráze je 27 m a délka 333 m.